# Drepanosticta aries
Drepanosticta aries là loài chuồn chuồn trong họ Platystictidae. Loài này được Needham & Gyger mô tả khoa học đầu tiên năm 1941.